# La straniera
La straniera (deutsch: Die Fremde) ist eine tragische Oper in zwei Akten von Vincenzo Bellini. Das Libretto verfasste Felice Romani auf Grundlage des Romans L’Étrangère von Charles Victor Prévôt, Vicomte d’Arlincourt. Die Uraufführung fand am 14. Februar 1829 im Teatro alla Scala in Mailand statt.

## Handlung

### Vorgeschichte
Der König hat seine Gemahlin Isemberga verstoßen und sich der Herzogstochter Agnese zugewandt. Da der Papst die Aufhebung der Ehe mit Isemberga nicht anerkannte, musste der König Isemberga wieder aufnehmen, Agnese schickte er unter Bewachung ihres Bruders Leopoldo auf ein Schloss in der Bretagne. Agnese floh und versteckt sich seither als Alaide in einer Hütte am See von Montolino. Sie verlässt die Hütte nur verschleiert und wird von den Anwohnern, die ihre Herkunft nicht kennen, die Fremde genannt.

### Erster Akt

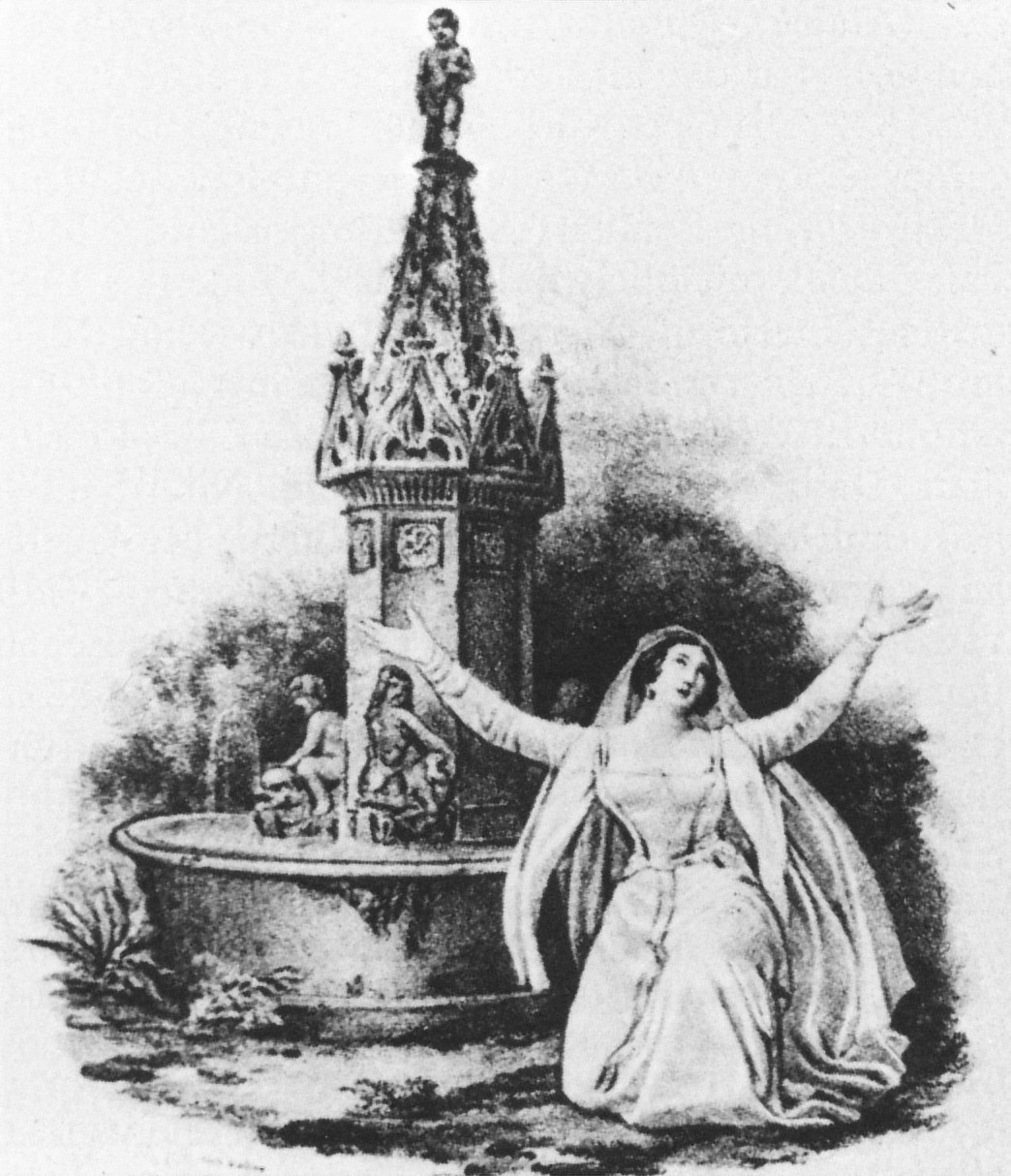
Henriette Méric-Lalande als Alaide, Mailand 1829

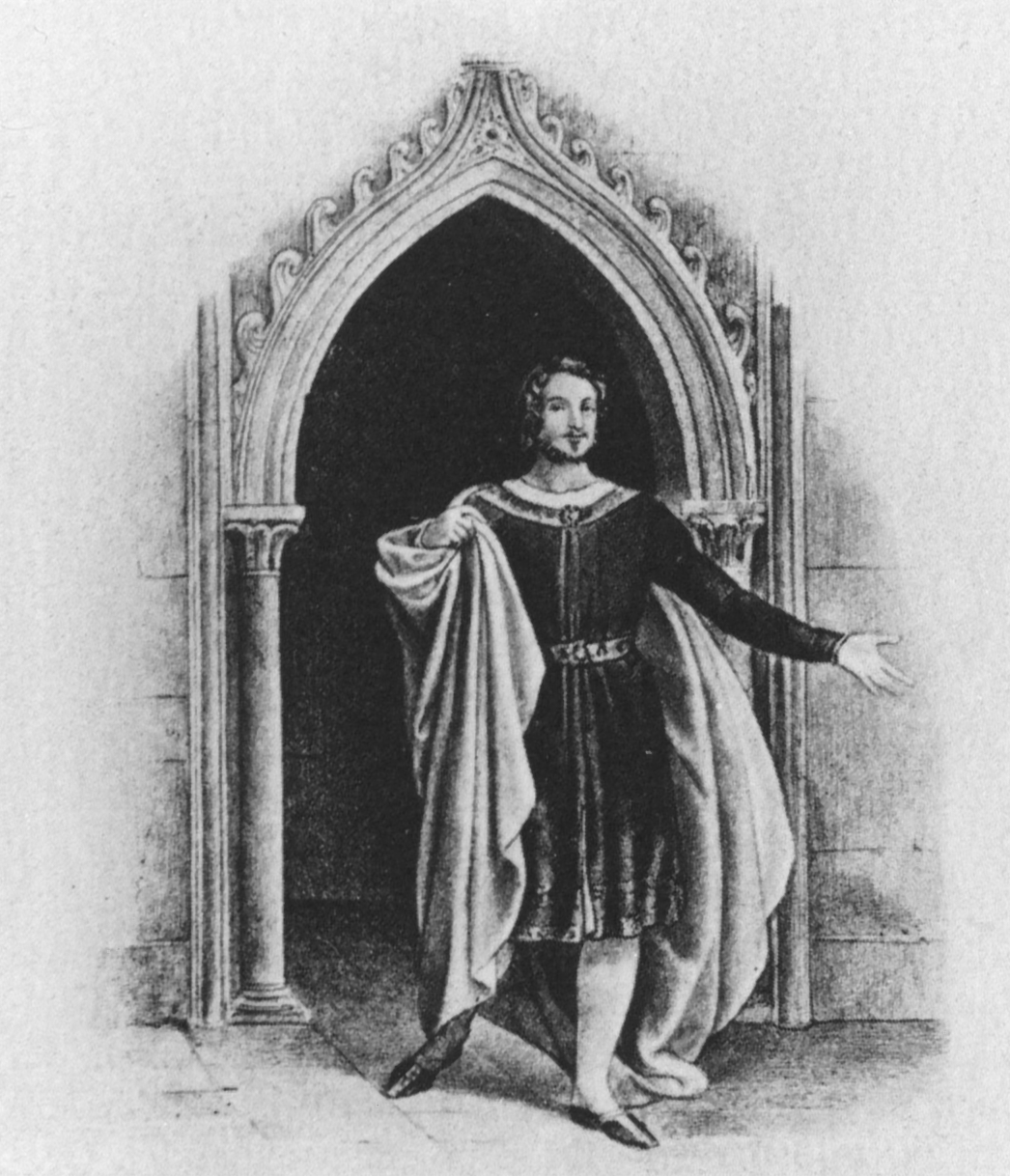
Antonio Tamburini als Valdeburgo, Mailand 1829

Auf dem Schloss Montolino wird die Hochzeit von Isoletta und Graf Arturo di Ravenstel vorbereitet. Isoletta beklagt sich bei ihrem Vertrauten Valdeburgo, einem Freund Arturos, über das veränderte Verhalten ihres Verlobten; sie fürchtet, dieser habe sich in die Fremde verliebt. Arturo sucht die Fremde auf, er gesteht ihr seine Liebe, aber sie teilt ihm mit, dass ihre Liebe nicht erfüllt werden könne.
Arturo schickt Valdeburgo zu der Fremden und Valdeburgo, der in Wahrheit Leopoldo ist, erkennt in ihr seine Schwester Agnese, wahrt aber deren Inkognito. Als Arturo sieht, dass Valdeburgo die Fremde umarmt, hält er ihn für einen Rivalen. Er fordert Valdeburgo zum Duell, in dessen Verlauf Valdeburgo verwundet in den See stürzt. Als Alaide alias Agnese Arturo mitteilt, dass Valdeburgo alias Leopoldo ihr Bruder sei, stürzt sich Arturo aus Verzweiflung ebenfalls in den See. Da Alaide das Blut ihres Bruders an den Händen hat, wird sie des Mordes an Valdeburgo und Arturo bezichtigt.

### Zweiter Akt
In der vom Prior geleiteten Gerichtsverhandlung gibt Alaide ihre Identität nicht preis. Als ihr die Todesstrafe droht, stürzt der durchnässte Arturo herbei, der sich aus dem See retten konnte. Nun wird Arturo des Mordes an Valdeburgo beschuldigt. Arturo und Alaide sollen zusammen hingerichtet werden – aber glücklicherweise erscheint jetzt Valdeburgo, der sich ebenfalls aus dem See retten konnte. Valdeburgo verzeiht Arturo, jedoch nur unter der Bedingung, dass dieser Alaiden entsagt und umgehend Isoletta ehelicht. Arturo stimmt zu, verlangt aber, dass Alaide an der Hochzeit teilnimmt.
Arturo bittet nun auch Isoletta um Vergebung, aber diese ahnt, dass sie sein Herz für immer verloren hat. Als sie sich weigert, Arturo unter diesen Umständen zu heiraten, tritt Alaide herbei und ermutigt Isoletta zur Trauung, die Liebe werde schon noch kommen. Während Alaide vor der Kirche ihr Los beklagt, bricht Arturo die Zeremonie ab, weil er nicht ohne Alaide leben könne. Da tritt der Prior hervor und nennt Alaide „Königin“, denn soeben ist Isemberga verstorben, so dass Alaide/Agnese rechtmäßige Gattin des Königs werden kann. Angesichts dieses Rivalen erkennt Arturo die Aussichtslosigkeit seiner Liebe und mit dem Ruf, dass der Weg zum Thron nur über seine Leiche führe, ersticht er sich. Alaide/Agnese beklagt abermals ihr Los.

## Gestaltung

### Instrumentation
Die Orchesterbesetzung der Oper enthält die folgenden Instrumente:
- Holzbläser: zwei Piccoloflöten,  zwei Flöten, zwei Oboen, zwei Klarinetten, zwei Fagotte, Serpent
- Blechbläser: vier Hörner, zwei Trompeten, drei Posaunen, Altposaune, Cimbasso
- Pauken, Schlagzeug: Große Trommel, Becken, Triangel
- Streicher
- Bühnenmusik: vier Klarinetten, zwei Fagotte, Serpent, acht Hörner, Harfe, Violoncello

### Musiknummern
Erster Akt
- Introduktion und Chor – Voga, voga
- Rezitativ und Duett – Io la vidi (Isoletta, Valdeburgo)
- Rezitativ – Osburgo?… (Montolino, Osburgo)
- Szene und Romanze – Sventurato il cor che fida (Alaide)
- Szene und Duett – Serba, serba i tuoi segreti (Alaide und Arturo)
- Chor der Jäger – Campo ai veltri
- Rezitativ und Terzett – No, non ti son rivale (Alaide, Arturo, Valdeburgo)
- Szene und Chor – La Straniera a cui fé tu presti
- Terzett – Ah! non partir (Alaide, Arturo, Valdeburgo)
- Szene, Chor und Arie – Finale I – Un grido io sento (Alaide)

Zweiter Akt
- Szene und Arie – Sì, li sciogliete, o giudici (Valdeburgo)
- Szene – Tu che osasti mentir (Priore, Osburgo)
- Szene und Duett – Sì!… Sulla salma del fratello (Arturo, Valdeburgo)
- Szene und Arie – Ah! se non m’ami più (Isoletta)
- Chor – È dolce la vergine
- Szene und Quartett – Che far vuoi tu? (Alaide, Isoletta, Arturo, Valdeburgo)
- Szene, Chor und Arie, Finale II – Ciel pietoso (Alaide)

## Historisches Vorbild

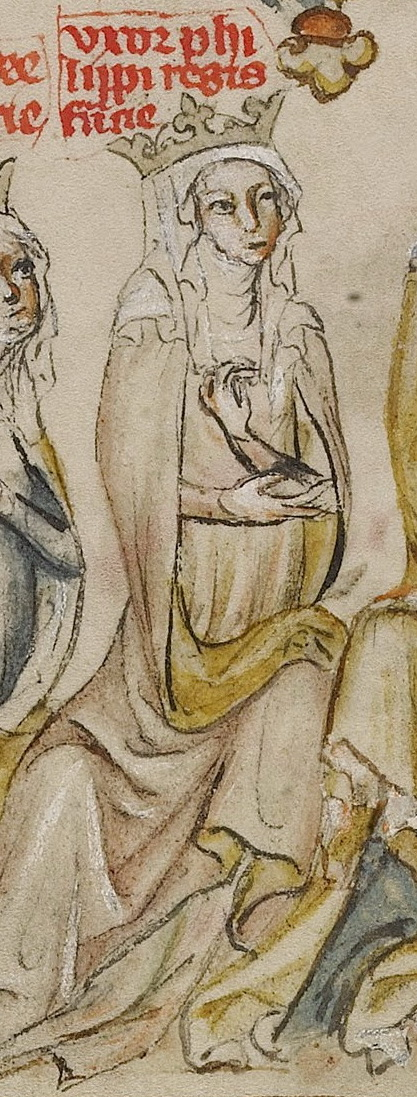
Agnes von Andechs-Meranien

Die Handlung der Oper hat ein historisches Vorbild, das kaum weniger verwickelt als das Libretto ist: 1193 heiratete König Philipp II. August von Frankreich die dänische Prinzessin Ingeborg. Schon kurz nach der Hochzeit trennte er sich wieder von ihr und ließ die Ehe vom französischen Klerus annullieren. Obwohl Papst Innozenz III. die Aufhebung der Ehe nicht anerkannte, heiratete Philip 1196 Agnes-Maria von Andechs-Meranien (* 1175 in Andechs), lebte also in Bigamie. Ingeborg wurde eingesperrt, weigerte sich jedoch, in eine Scheidung einzuwilligen. Papst Innozenz III. unterstützte sie, indem er 1200 den Kirchenbann über den französischen König legte und ihm mit Exkommunikation drohte. Am 7. September 1200 verstieß Philipp daraufhin Agnes und holte anschließend Ingeborg wieder an den französischen Hof zurück. Agnes zog sich auf Schloss Poissy zurück und starb dort ein Jahr später am 20. Juli 1201 nach der Geburt ihres Sohnes Tristan. Ihr Leichnam wurde im Kloster St. Correntin-les-Mantes nordwestlich von Paris beigesetzt. Ihre beiden überlebenden Kinder wurden auf Bitten des französischen Königs vom Papst 1201 legitimiert. Das Schicksal von Agnes wurde auch von François Ponsard in seiner Tragödie Agnès de Méranie (1847) verarbeitet.

## Rezeption
Die Oper gehört nicht zum internationalen Standardrepertoire und wird nur selten gespielt. Zu den wenigen Wiederbelebungsversuchen im 20. und 21. Jahrhundert gehören neben einigen konzertanten Aufführungen Produktionen an der Mailänder Scala 1935, in Catania 1954 und 1980, in Palermo 1968, in Martina Franca 1983, bei der Wexford Festival Opera 1987, in Triest 1990 und am Teatro Avenida in Buenos Aires 2000. Im Juli 2012 wurde die Oper in München konzertant mit Edita Gruberová als Alaide aufgeführt. Eine szenische Aufführung erfolgte im Juni 2013 am Opernhaus Zürich, auch hier mit Edita Gruberova in der Hauptrolle. Im Januar 2015 wurde die Oper im Theater an der Wien gespielt, dort alternierten Edita Gruberová und Marlis Petersen in der Titelpartie. Im Juni 2015 gab es konzertante Aufführungen in der Staatsoper Berlin mit Edita Gruberová in der Titelrolle.

## Diskografie (Auswahl)
- 1969 – Anton Guadadno, Orchestra e Coro della Carnegie Hall; Montserrat Caballé (Alaide), Vincente Sardinero (Valdeburgo), Amedeo Zambon (Arturo), Bianca Maria Casoni (Isoletta) – Opera d’oro
- 1970 – Ettore Gracis, Orchestra e coro de La Fenice di Venezia; Renata Scotto (Alaide), Domenico Trimarchi (Valdeburgo), Beniamino Prior (Arturo), Elena Zilio (Isoletta) – Opera d’oro
- 1990 – Gianfranco Masini, Orchestra e Coro del Teatro Verdi di Trieste; Lucia Aliberti (Alaide), Roberto Frontali (Valdeburgo), Vincenzo Bello (Arturo), Sara Mingardo (Isoletta) – Ricordo Fonicetra
- 2008 – David Parry, London Philharmonic Orchestra; Patrizia Ciofi (Alaide), Mark Stone (Valdeburgo), Dario Schmunck (Arturo), Enkelejda Shkosa (Isoletta) – Opera Rara
- 2014 – Pietro Rizzo, SWR Sinfonieorchester Baden-Baden und Freiburg; Edita Gruberová (Alaide), Luca Grassi (Valdeburgo), José Bros (Arturo), Laura Polverelli (Isoletta) – Nightingale